# Egzekucja administracyjna
Egzekucja administracyjna – zespół czynności organu egzekucyjnego, zobowiązanego oraz innych uczestników postępowania, podjętych w celu ostatecznego urzeczywistnienia normy prawa materialnego. Do czynności tych zalicza się zarówno czynności procesowe rozstrzygające kwestie proceduralne wynikłe w toku postępowania, jak i czynności egzekucyjne będące czynnościami faktycznymi. Egzekucja administracyjna jest w prawie polskim uregulowana w ustawie z dnia 17 czerwca 1966 r. o postępowaniu egzekucyjnym w administracji (Dz.U. z 2025 r. poz. 132).
Celem postępowania egzekucyjnego jest doprowadzenie do wykonania egzekwowanego obowiązku, to jest spowodowanie, aby zobowiązany zachował się w sposób zgodny z treścią nałożonego na niego obowiązku. Przymus egzekucyjny jest stosowany, gdy stan rzeczywisty jest niezgodny z treścią obowiązku. Przymus egzekucyjny może być stosowany zarówno wobec zobowiązanego, jak i innych osób, w szczególności wobec osób reprezentujących zobowiązanego. Przesłanką stosowania przymusu wobec osób innych niż zobowiązany jest utrudnianie przez nie lub udaremnianie egzekucji.
Stosowanie przymusu egzekucyjnego jest możliwe wyłącznie w tych przypadkach, gdy adresat aktu administracyjnego jest zobowiązany do jego wykonania, to jest do podjęcia działań zmierzających do podporządkowania stanu faktycznego normie prawa materialnego skonkretyzowanej w akcie administracyjnym.
Niedopuszczalne jest natomiast uchylenie, zmiana lub weryfikowanie w inny sposób przez organ egzekucyjny decyzji administracyjnej, którą został ustanowiony obowiązek podlegający przymusowemu wykonaniu.

## Zakres przedmiotowy egzekucji administracyjnej
Egzekucji administracyjnej podlegają m.in. następujące obowiązki (art. 2 § 1):
- podatki, opłaty i inne należności, do których stosuje się przepisy działu III ustawy z dnia 29 sierpnia 1997 r. – Ordynacja podatkowa (Dz.U. z 2022 r. poz. 2651),
- grzywny i kary pieniężne wymierzane przez organy administracji publicznej,
- inne należności pieniężne, jeżeli pozostają we właściwości rzeczowej organów administracji publicznej,
- należności przypadające od jednostek budżetowych, wynikające z zastosowania wzajemnego potrącenia zobowiązań podatkowych z zobowiązaniami tych jednostek,
- należności pieniężne przekazane do egzekucji administracyjnej na podstawie innych ustaw,
- wpłaty na rzecz funduszy celowych utworzonych na podstawie odrębnych przepisów,
- należności pieniężne z tytułu składek do Funduszu Żeglugi Śródlądowej oraz składek specjalnych do Funduszu Rezerwowego,
- należności pieniężne państwa członkowskiego Unii Europejskiej wynikające z tytułu m.in. podatków, należności celnych,
- należności pieniężne przekazane do egzekucji administracyjnej na podstawie ratyfikowanych umów międzynarodowych, których stroną jest Rzeczpospolita Polska,
- obowiązki o charakterze niepieniężnym pozostające we właściwości organów administracji rządowej i samorządu terytorialnego lub przekazane do egzekucji administracyjnej na podstawie przepisu szczególnego (np. obowiązek szkolny),
- obowiązki z zakresu bezpieczeństwa i higieny pracy oraz wypłaty należnego wynagrodzenia za pracę, a także innego świadczenia przysługującego pracownikowi, nakładane w drodze decyzji organów Państwowej Inspekcji Pracy.

## Wyłączenia przedmiotowe egzekucji administracyjnej
Nie podlegają egzekucji administracyjnej m.in. (art. 8 § 1):
- przedmioty urządzenia domowego, pościel, bielizna i ubranie niezbędne dla zobowiązanego i będących na jego utrzymaniu członków rodziny, a także ubranie niezbędne do pełnienia służby lub wykonywania zawodu,
- zapasy żywności i opału, niezbędne dla zobowiązanego i będących na jego utrzymaniu członków rodziny na okres 30 dni,
- jedna krowa lub dwie kozy albo trzy owce, potrzebne do wyżywienia zobowiązanego i będących na jego utrzymaniu członków rodziny, wraz z zapasem paszy i ściółki do najbliższych zbiorów,
- narzędzia i inne przedmioty niezbędne do pracy zarobkowej wykonywanej osobiście przez zobowiązanego, z wyłączeniem środka transportu, oraz surowce niezbędne do tej pracy na okres 7 dni,
- przedmioty niezbędne do pełnienia służby przez zobowiązanego lub do wykonywania przez niego zawodu,
- pieniądze w kwocie 760 zł,
- wkłady oszczędnościowe złożone w bankach na zasadach i w wysokości określonej przepisami ustawy z dnia 29 sierpnia 1997 r. – Prawo bankowe (Dz.U. z 2021 r. poz. 2439),
- oszczędności członka kasy złożone w kasie w wysokości określonej przepisami ustawy z dnia 5 listopada 2009 r. o spółdzielczych kasach oszczędnościowo-kredytowych (Dz.U. z 2025 r. poz. 379),
- dokumenty osobiste,
- kwoty otrzymane na pokrycie wydatków służbowych, w tym kosztów podróży i wyjazdów,
- kwoty otrzymane jako stypendia,
- rzeczy niezbędne ze względu na ułomność fizyczną zobowiązanego lub członków jego rodziny,
- kwoty otrzymane z tytułu obowiązkowych ubezpieczeń majątkowych,
- środki pochodzące z dotacji przyznanej z budżetu państwa na określone cele i znajdujące się na wyodrębnionym rachunku bankowym prowadzonym dla obsługi bankowej dotacji,
- rzeczy służące w kościołach i innych domach modlitwy do odprawiania nabożeństwa lub do wykonywania innych praktyk religijnych albo będące obiektami kultu religijnego, choćby były kosztownościami lub dziełami sztuki.

Kodeks pracy określa, w jakim zakresie można prowadzić egzekucję z wynagrodzenia za pracę (art. 9 § 1).

## Organy egzekucyjne
Zgodnie z definicją ustawową (art. 1a pkt 7), organem egzekucyjnym jest organ uprawniony do stosowania w całości lub w części określonych w ustawie egzekucyjnej środków służących doprowadzeniu do wykonania przez zobowiązanych ich obowiązków o charakterze pieniężnym lub niepieniężnym oraz zabezpieczenia wykonania tych obowiązków. Poszczególnymi organami egzekucynymi są:
- naczelnik urzędu skarbowego jest organem egzekucyjnym uprawnionym do stosowania wszystkich środków egzekucyjnych w egzekucji administracyjnej należności pieniężnych oraz do zabezpieczania takich należności
- właściwy organ gminy o statusie miasta, wymienionej w odrębnych przepisach oraz miasta stołecznego Warszawy jest organem egzekucyjnym uprawnionym do stosowania wszystkich środków egzekucyjnych, z wyjątkiem egzekucji z nieruchomości, w egzekucji administracyjnej należności pieniężnych, dla których ustalania lub określania i pobierania jest właściwy ten organ
- przewodniczący organu orzekającego w sprawach o naruszenie dyscypliny finansów publicznych w pierwszej instancji jest organem egzekucyjnym uprawnionym do stosowania egzekucji z wynagrodzenia za pracę ukaranego, w egzekucji administracyjnej należności pieniężnych z tytułu kar pieniężnych i kosztów postępowania orzeczonych w tych sprawach
- dyrektor oddziału Zakładu Ubezpieczeń Społecznych wyznaczony przez ministra właściwego do spraw finansów publicznych jest organem egzekucyjnym uprawnionym do stosowania egzekucji z wynagrodzenia za pracę, ze świadczeń z ubezpieczenia społecznego, z renty socjalnej, z wierzytelności pieniężnych oraz z rachunków bankowych, w egzekucji administracyjnej należności pieniężnych z tytułu składek na ubezpieczenia społeczne i należności pochodnych od składek oraz nienależnie pobranych świadczeń z ubezpieczenia społecznego lub innych świadczeń wypłacanych przez Zakład Ubezpieczeń Społecznych, które nie mogą być potrącane z bieżących świadczeń[1].

Organem egzekucyjnym w zakresie egzekucji administracyjnej obowiązków o charakterze niepieniężnym jest:
- wojewoda,
- właściwy organ jednostki samorządu terytorialnego w zakresie zadań własnych, zadań zleconych i zadań z zakresu administracji rządowej oraz obowiązków wynikających z decyzji i postanowień z zakresu administracji publicznej wydawanych przez samorządowe jednostki organizacyjne,
- kierownik wojewódzkiej służby, inspekcji lub straży w odniesieniu do obowiązków wynikających z wydawanych w imieniu własnym lub wojewody decyzji i postanowień,
- kierownik powiatowej służby, inspekcji lub straży w odniesieniu do obowiązków wynikających z wydawanych w zakresie swojej właściwości decyzji i postanowień[1].

W przypadkach określonych szczególnymi przepisami jako organ egzekucyjny w zakresie egzekucji administracyjnej obowiązków o charakterze niepieniężnym działa każdy organ Policji, Agencji Bezpieczeństwa Wewnętrznego, Agencji Wywiadu lub Straży Granicznej, organ Państwowej Inspekcji Pracy wydający decyzję w pierwszej instancji, organ Państwowej Straży Pożarnej kierujący akcją ratowniczą, a także inne organy powołane do ochrony spokoju, bezpieczeństwa, porządku, zdrowia publicznego lub mienia społecznego.

## Właściwe postępowanie egzekucyjne
Organ egzekucyjny wszczyna egzekucję administracyjną na wniosek wierzyciela i na podstawie wystawionego przez niego tytułu wykonawczego, sporządzonego według ustalonego wzoru.
Zobowiązanemu przysługuje prawo wniesienia zarzutów od egzekucji. Podstawą zarzutu w sprawie prowadzenia egzekucji administracyjnej może być:
- wykonanie lub umorzenie w całości albo w części obowiązku, przedawnienie, wygaśnięcie albo nieistnienie obowiązku,
- odroczenie terminu wykonania obowiązku albo brak wymagalności obowiązku z innego powodu, rozłożenie na raty spłaty należności pieniężnej,
- określenie egzekwowanego obowiązku niezgodnie z treścią obowiązku wynikającego z orzeczenia, o którym mowa w art. 3 i 4,
- błąd co do osoby zobowiązanego,
- niewykonalność obowiązku o charakterze niepieniężnym,
- niedopuszczalność egzekucji administracyjnej lub zastosowanego środka egzekucyjnego,
- brak uprzedniego doręczenia zobowiązanemu upomnienia,
- zastosowanie zbyt uciążliwego środka egzekucyjnego,
- prowadzenie egzekucji przez niewłaściwy organ egzekucyjny[1].

Jeżeli zarzuty są uzasadnione – organ egzekucyjny wydaje postanowienie o umorzeniu postępowania egzekucyjnego albo o zastosowaniu mniej uciążliwego środka egzekucyjnego.
Można wyróżnić dwa rodzaje egzekucji:
- egzekucję należności pieniężnych:
  - egzekucja z wynagrodzenia za pracę,
  - egzekucja z ruchomości,
  - egzekucja z nieruchomości,
  - egzekucja ze świadczeń ubezpieczenia emerytalnego,
  - egzekucja z rachunków bankowych,
  - egzekucja z innych wierzytelności i innych praw majątkowych
- egzekucję obowiązków o charakterze niepieniężnym:
  - grzywna w celu przymuszenia,
  - wykonanie zastępcze, czyli wykonanie określonej czynności przez inna osobę na koszt zobowiązanego,
  - odebranie rzeczy ruchomej,
  - odebranie nieruchomości, opróżnienie lokalu i innych pomieszczeń,
  - przymus bezpośredni z użyciem siły fizycznej łącznie

## Zawieszenie i umorzenie postępowania egzekucyjnego
Postępowanie egzekucyjne ulega zawieszeniu:
- w razie wstrzymania wykonania, odroczenia terminu wykonania obowiązku albo rozłożenia na raty spłat należności pieniężnej,
- w razie śmierci zobowiązanego, jeżeli obowiązek nie jest ściśle związany z osobą zmarłego,
- w razie utraty przez zobowiązanego zdolności do czynności prawnych i braku jego przedstawiciela ustawowego,
- na żądanie wierzyciela
- w innych przypadkach, gdy ustawa tak stanowi[1].

Postępowanie egzekucyjne umarza się:
- jeżeli obowiązek został wykonany przed wszczęciem postępowania,
- jeżeli obowiązek nie jest wymagalny, został umorzony lub wygasł z innego powodu albo jeżeli obowiązek nie istniał,
- jeżeli egzekwowany obowiązek został określony niezgodnie z treścią obowiązku wynikającego z decyzji organu administracyjnego, orzeczenia sądowego albo bezpośrednio z przepisu prawa,
- gdy zachodzi błąd co do osoby zobowiązanego lub gdy egzekucja nie może być prowadzona ze względu na osobę zobowiązanego,
- jeżeli obowiązek o charakterze niepieniężnym okazał się niewykonalny,
- w przypadku śmierci zobowiązanego, gdy obowiązek jest ściśle związany z osobą zmarłego,
- jeżeli egzekucja administracyjna lub zastosowany środek egzekucyjny są niedopuszczalne albo zobowiązanemu nie doręczono upomnienia, mimo iż obowiązek taki ciążył na wierzycielu,
- jeżeli postępowanie egzekucyjne zawieszone na żądanie wierzyciela nie zostało podjęte przed upływem 12 miesięcy od dnia zgłoszenia tego żądania,
- na żądanie wierzyciela
- w innych przypadkach, gdy ustawa tak stanowi[1].